# 放課後ホタル
放課後ホタル（ほうかごほたる）は、2022年1月1日結成の日本のミュージシャン。レーベル無所属。
島根在住の設楽ナギ（したらなぎ）と横浜在住の根菜（こんさい）の男性2人組で活動をする遠距離系ポップスユニット。ハイトーン×ハイトーンのツインボーカル、高い音楽スキルをもつ実力派。顔出しなしで覆面活動中。
2人共、別の本業をこなしながら、余暇時間（放課後）にバンド活動を行う。
各種サブスク音楽配信サービスにて、楽曲を配信。2025年4月までにリリースされた楽曲は全28曲。
stand.fmにてトークチャンネル「放課後ショベル by 放課後ホタル」を配信。

## メンバー
- 設楽ナギ

放課後ホタルのすべての楽曲の作詞・作曲・演奏を行なう。島根で自給自足生活をしている。
- 根菜

メインボーカルを務める。名前の由来は「根菜さん」と呼ばれてみたいから。本人曰く、設楽さんに根菜を大きく育ててもらいたいとのこと。

## タイアップ曲・コンペ入賞曲
- kireigoto

2024年1月 少年ジャンプ+ 「幼稚園WARS」公式タイアップソング
- analogy

2024年7月 JR東海「推し旅」優秀作品
- Similar

2024年9月5日 -2025年7月16日 TSKさんいん中央テレビ「かまいたちの掟」エンディングテーマ

## 出演
- TSKさんいん中央テレビ「SOUP」2024年10月19日放送

山陰各地で活動する新人アーティストを発掘するコーナー「推しえてNEWCOMER」に放課後ホタルの設楽ナギがリアル出演、根菜はリモート出演。
- Tokyo music Lab vol.23

メタバース空間JYANNA WORLDの配信番組。第23回トークゲストに放課後ホタルの根菜が出演。
- 豊田萌絵の「見えちゃうラジオ」vol.20

メタバース空間JYANNA WORLDの配信番組。第20回トークゲストに放課後ホタルの根菜が出演。